# Хиллесхайм (Айфель)
Хиллесхайм (нем. Hillesheim) — город в Германии, в земле Рейнланд-Пфальц.
Входит в состав района Вульканайфель. Подчиняется управлению Хиллесхайм. Население составляет 3218 человек (на 31 декабря 2006 года). Занимает площадь 20,62 км². Официальный код — 07 2 33 029.
Город подразделяется на 2 городских района.